# Condizionatore di segnale
Un condizionatore di segnale, nella teoria dei segnali, è un circuito o sistema elettronico in grado di modificare le caratteristiche di un segnale.

## Funzioni
Il circuito di condizionamento può svolgere tutte o solo una di queste funzioni:
1. Amplificazione: è una delle operazioni fondamentali effettuate dal circuito di funzionamento;
2. Conversione resistenza/tensione o corrente/tensione: poiché i trasduttori forniscono un'uscita segnale in corrente, e poiché il convertitore  analogico–digitale è in grado di convertire segnali in tensione, nasce la necessità di utilizzare una conversione corrente/tensione mediante apposito convertitore I/V.
3. Filtraggio: la presenza di rumori, distorsioni e interferenze sul segnale utile, in ingresso al convertitore A/D, rende necessario l'utilizzo di un filtro.
4. Linearizzazione: è la linearizzazione che si effettua sulle uscite analogiche dei trasduttori non lineari. In genere viene effettuata digitalmente.

Poiché, in particolare, i segnali distorsivi sono a bassa frequenza, tenendo conto che un segnale è scomponibile, in base alla legge di Fourier, in una somma di segnali sinusoidali, la frequenza di taglio utilizzata dal filtro è pari alla frequenza dell'ultima armonica.
- T = trasduttore;
- R/V = resistenza/tensione;
- F = filtro passa basso;
- A/D = convertitore analogico/digitale.